# タック・ラム
タック・ラム（ Thạch Lam / 石嵐、1910年 - 1942年6月）は、ベトナムの小説家、評論家。ベトナム現代文学を形成したグループである自力文団のメンバーとして活動した。ベトナム文学史において、一貫して高い評価を得ている。

## 生涯
フランス植民地時代のハノイの官吏の家庭に生まれる。農業学校やアルベール・サロー校で学び、卒業後に創作活動をはじめる。ベトナムでは1930年代初頭に自力文団が結成されて新しい文芸を目指して活動し、指導的メンバーにはタック・ラムの兄である作家ニャット・リンも含まれていた。タック・ラムはグループの機関紙である「風化」や「今日」で編集や寄稿を行い、短篇小説や評論は単行本化された。肺炎にかかり、ハノイにて生涯を終えた。

## 作品
生涯が短いため、単行本となっているのは短篇小説集3冊、長篇小説1冊、評論集1冊、エッセイ集1冊のみである。作品の多くは、雑誌「今日」に掲載された。

### 小説、エッセイ
小説では、故郷であるハノイや、農村を舞台とする物語を書いた。タック・ラムは物語のスケールやプロット、登場人物の造形よりも、感覚的な文体描写に重きをおいた作風をとった。細かい観察をしつつも豪華さは避け、物語は時間に沿って淡々と進み、変化は控えめにされている。よく選ばれるテーマとしては、貧困、生きることの認識、別離と恋愛、名誉や権力によらない他者との関係などがある。また、詩情や女性の描写において優れているとも評価されている。
タック・ラムの作風は、スケールの大きな長篇小説を書く兄のニャット・リンとは大きく異なっていた。これにより、それまでのベトナム近代文学とは異なった作風を確立した。ハノイに愛着を示し、エッセイ『ハノイ36区通り』では食文化や社会風俗を紹介している。

### 評論
タック・ラムは、文芸評論において小説の意味について語った。小説とは生きる意味を理解する手助けであり、小説を読むのは人生を精神面で充実するものだとしている。ベトナム文学に対しては、心理をさらに掘り下げることの必要性を論じた。

## 著作

### 短篇小説集
- "Gió đầu mùa" (1937) 『季節初めの風』
- "Nắng trọng vườn" (1938) 『農園の日差し』
- "Sợi tóc" (1942) 『髪の毛』

### 長篇小説
- "Ngày Mới" (1939) 『新しい日』

### エッセイ集
- "Hà Nội băm sáu phố phường" (1943) 『ハノイ36区通り』

### 評論集
- "Theo giòng" (1941) 『流れに沿って』

### 日本語訳著作
- 『農園の日差し - タック・ラム作品集』 川口健一編訳、大同生命国際文化基金〈アジアの現代文芸〉、2000年。- 日本オリジナル短篇集

短篇小説
1. 「レー母さんの家」
2. 「新たな日々」
3. 「ある怒り」
4. 「空腹」
5. 「季節初めの北風」
6. 「農園の日差し」
7. 「センの船着き場」
8. 「フランス婦人」
9. 「二人の子供」
10. 「小間物売りの娘」
11. 「過ぎし恋」
12. 「髪の毛」

評論
1. 「小説に関する二、三の考え」
2. 「小説の読者」
3. 「小説は何のためにあるのか」
4. 「文学における『田舎の人』」